# Megaexpress
Megaexpress, informationsprojekt om EG/EU inför folkomröstningen om EU-medlemskap i Sverige 1994.
Projektet omfattade bland annat en utställning i Stockholm hösten 1992, en utställning i ett åtta vagnar långt tåg som turnerade runt Sverige 1993-1994 samt en faktabok. Projektet genomfördes av Kulturföreningen EPA.